# Rheindahlener Straße 136

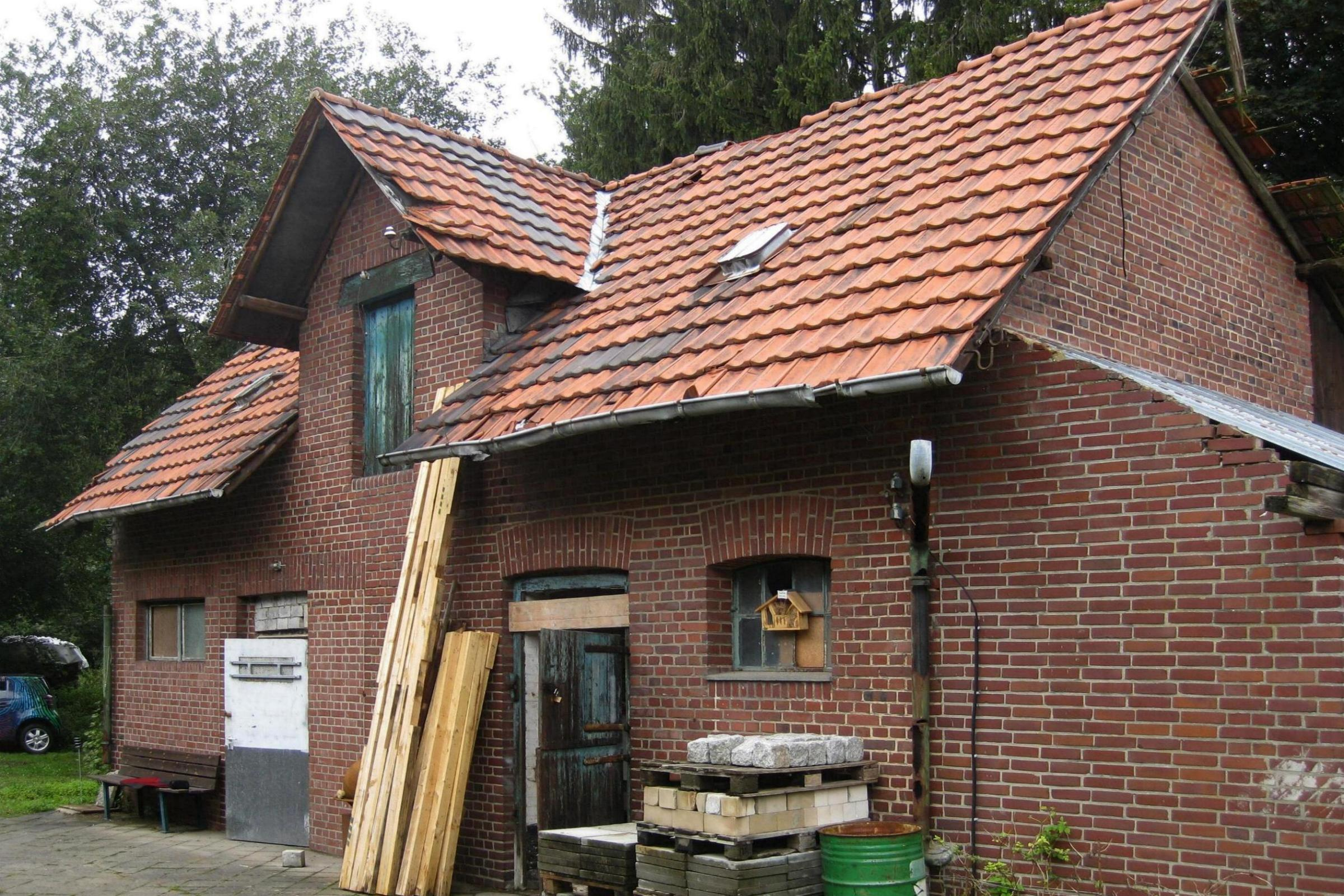
Forstwirtschaftsgebäude (2014)

Das Forstwirtschaftsgebäude Rheindahlener Straße 136 steht im Stadtteil Wickrath in Mönchengladbach (Nordrhein-Westfalen).
Das Gebäude wurde 1941 erbaut. Es wurde unter Nr. R 092 am 11. März 2014 in die Denkmalliste der Stadt Mönchengladbach eingetragen.

## Lage
Die Gebäude des Karl Arnz’schen Waldgutes liegen – quasi in zweiter Reihe an der Rheindahlener Straße – nordwestlich hinter den Objekten Rheindahlener Straße 134/136 im ehemaligen Wickrather Busch, der zu Schloss Wickrath gehörenden Waldung.

## Architektur
Es handelt sich um traufständige, eineinhalb- (i 1941) bzw. zweigeschossige (i1948) Ziegelsteingebäude unter Satteldächern mit je einer zum Hof hin orientierten Gaube.
Südlich des Hofes liegt ein zweigeschossiges Gebäude mit zwei zweiflügelig geschlossenen Einfahrten bzw. zwei einflügelig geschlossenen Eingängen sowie einem großen, durch zwei in Stahlrahmen verglasten Fenstern belichteten, mit einer Kappendecke geschlossenen Aufenthaltsraum im Erdgeschoss. Die ehemalige Elektroverteilung auf einer Marmorplatte sollte aus dokumentarischen, nicht funktionalen Gründen erhalten werden. 
Das Obergeschoss weist lediglich kleine, liegende Fensterformate unter Segmentbogen zur Belüftung des über die Gaube (datiert 1948) erreichbaren Geschosses auf. Die Lage der Erdgeschoss-Decke ist in der Fassade durch ein durchlaufendes Betonband zu erkennen, die Traufe wird durch abgestufte Ziegelsteinschichten markiert.
Nördlich des Hofes liegt ein eineinhalbgeschossiges Gebäude mit zwei halbseitig vermauerten bzw. bis auf ein schmales Fenster geschlossenen Einfahrten und einem breiten Zugang nebst Belüftungsfenster in einen ehemaligen Pferdestall. Der Stall ist mit den Pferdeständern einschließlich Futtertischen und Trögen erhalten. Über eine Gaube (datiert 1941) ist das Dachgeschoss erreichbar. Auf der an der nördlichen Traufwand gelegenen Gebäudeseite ist eine Unterstellmöglichkeit (Remise) bzw. am Stallgiebel die ehemalige Dunglege vorhanden.

## Geschichtliche Daten
Bei der Anlage handelt es sich um die 1941 und 1948 entstandenen Wirtschaftsgebäude eines forstwirtschaftlichen Betriebes des Rheydter Fabrikanten Karl Arnz. Während bzw. nach dem Zweiten Weltkrieg entstanden, lassen sie die Ausrichtung auf den Einsatz von Waldarbeitern mit Rückepferden während der Kriegsjahre und der Wiederaufbauphase ablesen.
Bauherr war Karl Arnz, dem auch das Forsthaus an der Rheindahlener Straße in Mennrath gehörte. Er war der Bruder von Friedrich (Fritz) Arnz (1826–1883), dem jüngsten Sohn des Düsseldorfer Verlegers Heinrich Arnz, der als Seidenproduzent in Rheydt tätig war. Aus dieser Weberei ist im Jahre 1900 der Neubau der Seidenweberei Max Arnz in der Watelerstraße – einschließlich der Fabrikantenvilla in der Parkanlage – hervorgegangen. 1955 feierte Karl Arnz sein Goldenes Geschäftsjubiläum. Die Tochter von Karl Arnz bewohnt bis heute das ehemalige Forsthaus.
Die beiden Gebäude sind weitgehend original erhalten. Neben den Baukörperkubaturen haben sich die Grundrissgestaltung, die Fensterrahmungen, Türblätter, die stalltypische Einrichtung mit Futtertischen und Trögen erhalten.
Trotz der auf den ersten Blick einfachen und funktionalen Ausführung sind die Gebäude mit Sinn für gestalterische Proportionen und Details ausgeführt worden. Segmentbogenstürze, Holztüren, Stahlrahmenfenster und Holzfenster im Obergeschoss, die Traufenausbildung und Betondecken (Haus von 1948) sowie die inschriftlichen Datierungen lassen traditionelle Gestaltungselemente mit den damals aktuellen Bautechniken in Verbindung treten.
Erbaut als Karl Arnz’sches Waldgut, waren in den beiden Gebäuden Forstarbeiter und ihre Pferde untergebracht.
Das Objekt ist bedeutend für die Geschichte des Menschen und für die Geschichte der Arbeits- und Produktionsverhältnisse.
An seiner Erhaltung und Nutzung besteht ein öffentliches Interesse aus wissenschaftlichen, insbesondere ortsgeschichtlichen Gründen.